# Yapen
Yapen (auch Pulau Yapen) ist eine Insel in der Cenderawasih-Bucht in Indonesien. Nordwestlich der Insel liegen die Schouten-Inseln, östlich von Yapen liegt die Insel Kurudu. Hier trennen nur 24 km Yapen von der Hauptinsel der Provinz, Neuguinea. Administrativ gehört Yapen zum Regierungsbezirk Kepulauan Yapen, welcher sich wiederum in der indonesischen Provinz Papua befindet. Der Hauptort des Regierungsbezirkes, Serui, befindet sich auf Yapen.

## Geographie
Die Insel Yapen ist etwa 160 km lang. Sie hat eine Oberflächenausdehnung von 2278 km². Ihr höchster Punkt befindet sich 1496 m über dem Meeresspiegel. Yapen ist vulkanischen Ursprungs und daher sehr fruchtbar. Ein Großteil der Insel ist mit tropischem Regenwald bewachsen; außerdem wird auf der Insel Plantagenwirtschaft (insbesondere Kakao und Kokospalmen) betrieben. Yapen weist eine einzigartige Tier- und Pflanzenwelt auf, mit Arten, die z. T. nur auf Neuguinea, bzw. nur auf Yapen vorkommen. Besonders zahlreich sind verschiedene Taubenarten. Hier kommt beispielsweise die Weißscheiteltaube vor, aber auch Paradiesvögel wie beispielsweise die Jobiparadieskrähe oder der Königs-Paradiesvogel. Seit 1995 befindet sich daher etwa ein Drittel der Insel als Reservat unter Naturschutz. Trotzdem sind die hier lebenden Arten durch menschliche Eingriffe (z. B. Waldrodung und durch die wachsende Bevölkerung) in ihrer Existenz gefährdet.

## Bevölkerung
Die Einwohner Yapens sind ethnisch nicht homogen und entstammen sowohl verschiedenen einheimischen (siehe Papua) als auch aus den zentralen Gebieten Indonesiens zugewanderten Völkern. Während die Mehrheit der Bewohner einem christlichen Glauben (oft gepaart mit Elementen aus ethnischen Religionen) anhängt, sind die zugewanderten Bewohner Yapens zumeist muslimischen Glaubens. Ein Großteil der Bewohner konzentriert sich auf die Inselhauptstadt Serui im Süden Yapens, mit etwa 25.000 Einwohnern.